# I tre affari del signor Duval
I tre affari del signor Duval (Pouic-Pouic) è un film del 1963 diretto da Jean Girault.
Il soggetto è tratto da una commedia teatrale intitolata Sans cérémonie scritta da Jacques Vilfrid e Jean Girault e allestita nel 1952. Gli interpreti principali sono Louis de Funès e Mireille Darc.

## Trama
Per l'anniversario del marito, Cynthia Monestier pensa di aver trovato il regalo perfetto: una concessione petrolifera in Sudamerica, sulle rive dell'Orinoco. Tuttavia, il marito Léonard presto scopre che la moglie è stata ingannata da un truffatore e la concessione è una bufala. Per rimediare a questo cattivo "investimento", Léonard spera che sua figlia Patricia riuscirà a convincere il ricco Antoine, che è molto e sentimentalmente interessato a lei, a riscattare la "favolosa" concessione. Tuttavia, sfortunatamente per i piani del padre, Patricia ha reclutato un falso marito (Simon) per sbarazzarsi proprio del ricco corteggiatore.
Ignaro di questo sviluppo, Léonard Monestier invita Antoine a casa sua per affibbiargli la concessione petrolifera. Per dimostrare che la concessione è autentica, Monestier assume Simon affinché finga di essere suo figlio, Paul, che è attualmente in Sudamerica. A questo punto, il vero Paul salta fuori, con una bellezza latina, Palma. Monestier deve quindi ricorrere a macchinazioni sempre più disperate per costringere Antoine a firmare l'assegno...

## Distribuzione
Il film è noto all'estero coi seguenti titoli: Pouic-Pouic nell'originale francese, Casamento a Propósito (Portogallo), El pollo de mi mujer (Spagna), Quietsch... quietsch... wer bohrt denn da nach Öl (Germania).

## Accoglienza

### Critica
Dopo aver interpretato più di 100 film in parti secondarie, Louis de Funès finalmente ottiene la fama con Pouic-Pouic, film che lo rende immediatamente la vedette della commedia francese. Nel corso dei due decenni successivi sarebbe diventato il comico più popolare di Francia, una figura di culto carismatica la cui popolarità sarebbe durata a lungo dopo la sua morte nel 1983. Questo film è la prima collaborazione tra Louis de Funès e Jean Girault; seguiranno oltre dieci film, tra cui la famosa serie dei Gendarmi di Saint-Tropez.
Pouic-Pouic è una tipica commedia burlesca, tratta (piuttosto ovviamente) da un'opera teatrale. De Funès interpreta la parte di un ricco personaggio borghese, irascibile e stizzoso, infinitamente più interessato ai soldi e alla posizione sociale piuttosto che alle relazioni personali - uno dei personaggi che avrebbe abilmente perfezionato per il resto della sua carriera, in numerosi film. Lungi dall'essere una semplice caricatura, ritratto che de Funès fa di tali personaggi odiosi è intensamente complessa e ben sviluppata, mostrando il notevole talento dell'attore per l'osservazione e l'imitazione del prossimo, per non parlare del suo perfezionismo ossessivo. Da qui in poi si delineano i contorni di quello che sarà "l'uomo defunesiano": un uomo collerico, astioso, autoritario; un uomo che trae la propria forza dalla posizione sociale e non dalla possenza fisica o dalla dirittura morale. "Un uomo, infine, duro con i deboli e arrendevole con i superiori; una tipologia umana, dunque, molto comune e nella quale è facile identificarsi."
Pouic-Pouic segna il primo episodio di una lunga e fruttuosa collaborazione tra de Funès e il regista Jean Girault. I due lavoreranno insieme in altri 11 film, tra cui la popolarissima serie dei Gendarmi. Lavorando magnificamente a fianco de Funès in questo film è la dinamica Jacqueline Maillan, attrice comica molto apprezzata e con grande personalità, prima interprete (e forse la migliore) delle "mogli" di de Funès. Il film presenta anche l'avvenente Mireille Darc in uno dei suoi primi ruoli cinematografici importanti.
Sebbene il film soffra un po' di una blanda regia e di alcuni prevedibili sviluppi di trama, le qualità delle rappresentazioni comiche ne fanno un pezzo divertente di farsa, nella migliore tradizione della commedia burlesque francese. Le gag – sia visive che verbali – si susseguono velocemente ed è spesso un'impresa tenere il passo con tutti i colpi di scena del film. Mentre la trama è tortuosamente complessa, il tutto è molto divertente e non c'è da meravigliarsi che il film si sia rivelato un successo popolare alla sua uscita nel 1963.

## Curiosità
Quando la commedia da cui deriva questo film fu allestita a teatro nel 1952, Louis de Funès interpretò il maggiordomo, qui ripreso da Christian Marin (che lavorerà poi spesso con de Funès). I ruoli principali erano interpretati da Albert Prejean e Claude Gensac, che in seguito diverrà la "moglie" fissa di de Funès in sette film successivi.